# Ivan Siljic

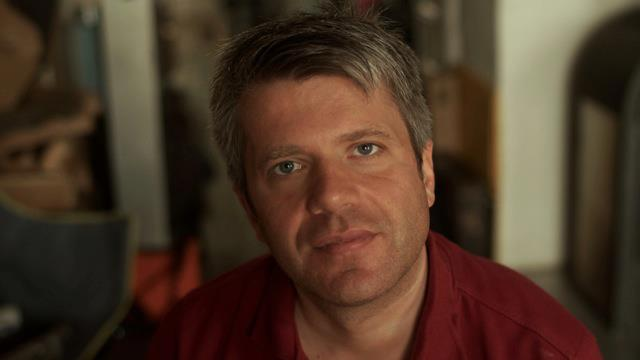
Ivan Siljic 2012

Ivan Siljic (* 1972 in Wien) ist ein österreichischer Regisseur und Drehbuchautor.

## Leben
Nach der Matura begann Ivan Siljic im Jahr 1990 im Rahmen des Studiums mit der Produktion eigener Kurzfilme auf der Medienanlage des Theaterwissenschaftlichen Instituts der Universität Wien. In den Jahren 1993 bis 1996 folgte eine Tätigkeit als Figurenbauer und Kameraassistent beim Animationsfilmatelier Heinrich Sabl (Figurenanimationsfilm „PÈRE UBU“).
1996 folgte die Rückkehr nach Wien im Rahmen einer filmtechnischen Ausbildung bei der Firma Moviecam. 1998 wirkte er als Kameraassistent in den Produktionen „Im Kreuzfeuer“ (von Thomas Roth; Produzent: Niki List; Cult-Film), „Bride of the Wind“ (1999) sowie als Kameramann in den Produktionen „Nachtreise“ (2000, Viennale-Preis 2002) und Accordion Tribe (2004, Schweizer Dokumentarfilmpreis 2005) mit.
Im Jahr 2002 entstand Siljics erster Spielfilm „Rocco“ mit Morteza Tavakoli in der Hauptrolle sowie Michael Niavarani und Dolores Schmidinger. Der Film wurde in folgenden Festivals aufgeführt: „36. internationale Filmtage“ 2002 in Hof, „24. Filmfestival Max Ophüls Preis“ 2003 in Saarbrücken, „26th Göteborg International Film Festival“ 2003 und „29. Diagonale“ 2003 in Graz.
Im Jahr 2006 realisierte Siljic den abendfüllenden Dokumentarfilm „Six Lovers“ in Kooperation mit Nanook Film, 3sat und dem Bundesministerium für Unterricht, Kunst und Kultur. In den darauffolgenden Jahren (2007–2009) wurde Siljics zweiter abendfüllender Dokumentarfilm: „Bregana – 9/11, meine Mutter und die Zagreber Mischpoche“ (in Kooperation mit Nanook Film) veröffentlicht. Der Film wurde unter anderem bei den „Wiener FrauenFilmTagen“ 2010 aufgeführt.
Im Jahr 2012 folgte der dritte abendfüllende Dokumentarfilm Mach mich tanzen, ebenfalls in Kooperation mit Nanook Film und dem Bundesministerium für Unterricht, Kunst und Kultur (BMUKK).

## Filmografie

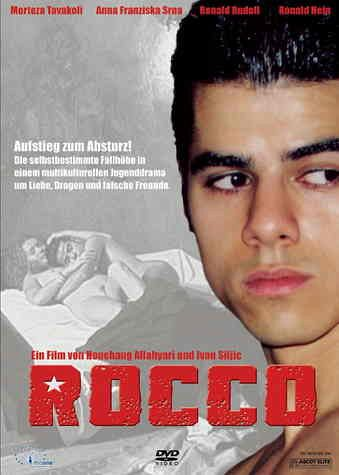
Rocco 2002

### Drehbuch
- 2002: Rocco
- 2006: Six Lovers
- 2008: Bregana – 9/11, meine Mutter und die Zagreber Mischpoche
- 2012: Mach mich tanzen

### Kameraassistenz
- 1998: Im Kreuzfeuer
- 1999: Bride of the Wind

### Kamera
- 2000: Nachtreise
- 2002: Rocco
- 2004: Accordion Tribe

### Regie
- 2006: Six Lovers
- 2008: Bregana – 9/11, meine Mutter und die Zagreber Mischpoche
- 2012: Mach mich tanzen

## Festivalbeteiligungen/Auszeichnungen

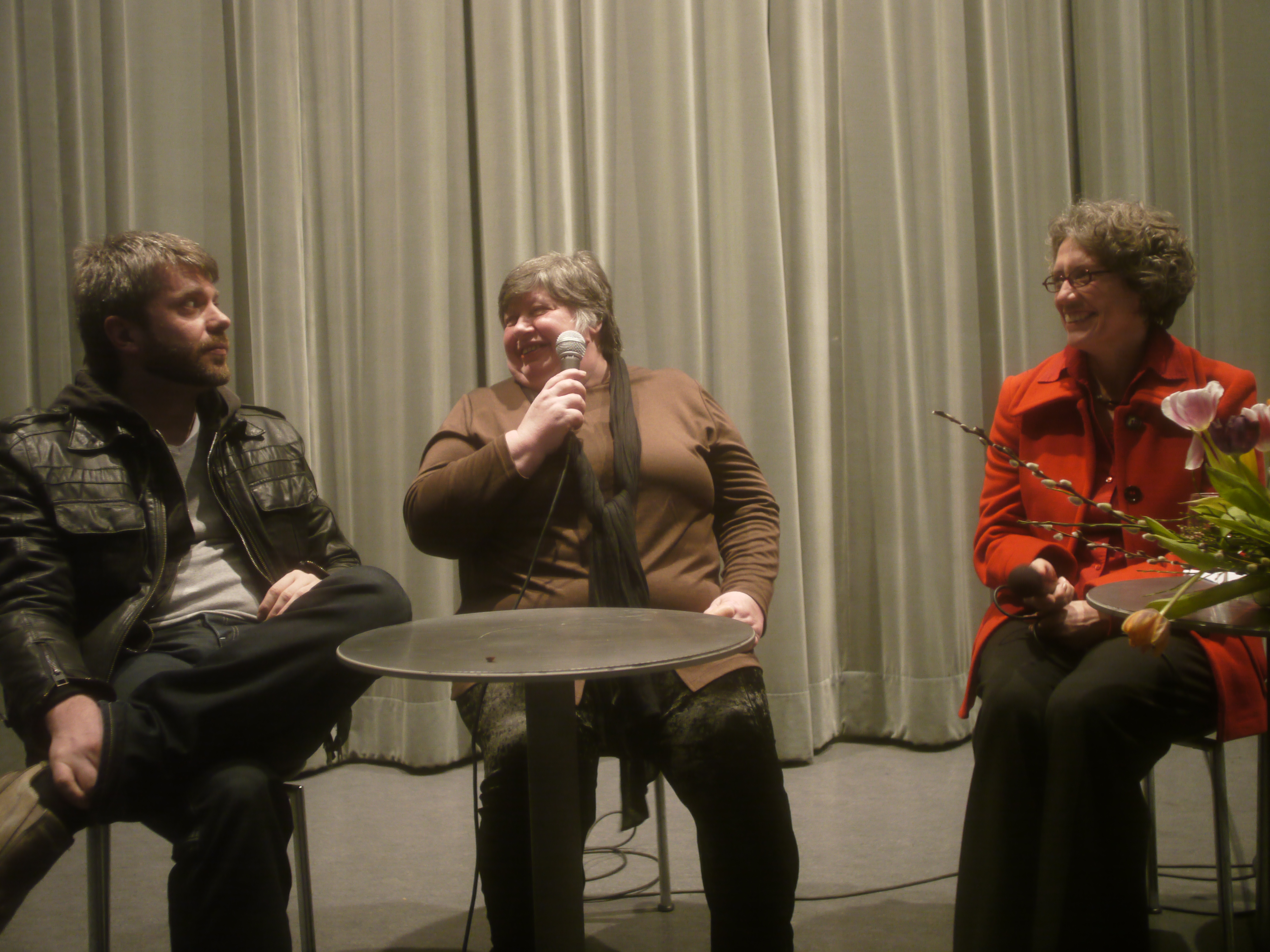
Wiener Frauenfilmtage 2010

- 2002: Rocco (Hof, 36. internationale Filmtage)
- 2003: Rocco (Saarbrücken, 24. Filmfestival Max Ophüls Preis)
- 2003: Rocco (Göteborg, 26th Göteborg International Film Festival)
- 2003: Rocco (Graz, Diagonale)
- 2010: Bregana – 9/11, meine Mutter und die Zagreber Mischpoche (FrauenFilmTage Wien)